# Dèsids
Els dèsids (Desidae) són una família d'aranyes araneomorfes. Fou descrita per Pocock el 1895.
La família porta el nom del gènere Desis que viuen en un lloc molt inusual, entre les marees; per això les anomenen intertidal spiders (aranyes intermareals). La família ha estat revisada en els últims anys i ara inclou també gèneres i espècies de zones més allunyades del mar, com Badumna i Phryganoporus. El 2017, la família dels amfinèctids (Amphinectidae) es va unir als dèsids. En canvi, s'han separat d'ella altres gèneres i s'ha creat la nova família dels toxòpids (Toxopidae).

## Hàbitat i distribució
Són aranyes intermareals. Aquestes aranyes de mida mitjana són veritablement marines. La seva distribució es concentra a Oceania i en algunes zones d'Àsia, Àfrica i Amèrica. Es creia que només es trobaven en l'Hemisferi Sud, però durant la segona meitat del segle xx s'ha trobat el gènere Paratheuma a la part més septentrional de Sonora i als Florida Keys.

## Sistemàtica
La família fou revalidat per Roth l'any 1967 només per al gènere Desis, però es va expandir posteriorment i el 1970 fou considerada per Foster un antic sinònim dels toxòpids (Toxopidae). Aquesta opinió diferia molt del que havia manifestat Lehtinen el 1967 que considerava que la subfamília Desinae era una subfamília dins els amauròbids (Amaurobiidae) i separada de la subfamilia Matachiinae, de la que la major part dels seus gèneres Forster atribuïa dins els dèsids (Desidae). Actualment, tots aquests gèneres formen part dels dèsids.
Els canvis més importants, la redifinició de la família dels dèsids, es produí el 2017 a partir de l'estudi Wheeler et al. Es va incloure cinc subfamílies més: Amphinectinae, transferida dels amfinèctids (Amphinectidae) per Forster & Wilton el 1973 (Amphinecta, Mamoea, Maniho, Paramamoea i Rangitata), Ischaleinae (Bakala, Manjala transferits des dels Amaurobiidae i Ischalea, transferit des dels Stiphidiidae), Metaltellinae (nova subfamília, Austmusia, Buyina, Calacadia, Cunnawarra, Jalkaraburra, Keera, Magua, Metaltella, Penaoola i Quemusia), Porteriinae (nova subfamília, transferida des dels Stiphidiidae, amb Baiami, Cambridgea, Corasoides i Nanocambridgea) i Desinae (Desis, Poaka transferits des del Amaurobiidae, i Barahna, transferit des dels Stiphidiidae).
També, onze gèneres (Akatorea, Dunstanoides, Holomamoea, Huara, Makora, Neororea, Oparara, Reinga, Rorea, Tanganoides, Waterea) que no van ser inclosos per Wheeler et al., van incorporar-se dins els dèsids per la sinonímia ja comentada de la família dels amfinèctids (Amphinectidae) que ara forma part dels dèsids. Finalment, alguns gèneres s'han transferit als toxòpids (Toxopidae) (Gasparia, Gohia, Hapona, Hulua, Laestrygones, Lamina, Myro, Neomyro, Ommatauxesis, Otagoa i Toxops).
A partir de l'estudi de Murphy i Roberts del 2015 hi ha propostes de més canvis, amb la creació de noves famílies (Cicurinidae, Matachiidae) i transferència de gèneres que no estan acceptades encara.

## Gèneres

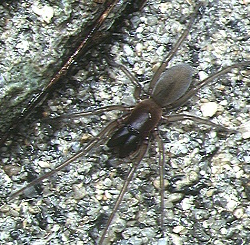
Femella de Desis japonica

Segons el World Spider Catalog amb data a maig del 2018, hi ha els següents gèneres reconeguts
Segons el World Spider Catalog amb data de febrer del 2019, aquesta família té reconeguts 60 gèneres i 297 espècies. El creixement dels darrers anys és considerable, ja que el 28 d'octubre del 2006 hi havia reconeguts 38 gèneres i 182 espècies. La llista de gèneres és la següent:
- Akatorea Forster & Wilton, 1973
- Amphinecta Simon, 1898
- Austmusia Gray, 1983
- Badumna Thorell, 1890
- Baiami Lehtinen, 1967
- Bakala Davies, 1990
- Barahna Davies, 2003
- Buyina Davies, 1998
- Calacadia Exline, 1960
- Cambridgea L. Koch, 1872
- Canala Gray, 1992
- Cicirra Simon, 1886
- Colcarteria Gray, 1992
- Corasoides Butler, 1929
- Cunnawarra Davies, 1998
- Desis Walckenaer, 1837
- Dunstanoides Forster & Wilton, 1989
- Epimecinus Simon, 1908
- Forsterina Lehtinen, 1967
- Goyenia Forster, 1970
- Helsonia Forster, 1970
- Holomamoea Forster & Wilton, 1973
- Huara Forster, 1964
- Ischalea L. Koch, 1872
- Jalkaraburra Davies, 1998
- Keera Davies, 1998
- Lathyarcha Simon, 1908
- Magua Davies, 1998
- Makora Forster & Wilton, 1973
- Mamoea Forster & Wilton, 1973
- Mangareia Forster, 1970
- Maniho Marples, 1959
- Manjala Davies, 1990
- Matachia Dalmas, 1917
- Mesudus Özdikmen, 2007
- Metaltella Mello-Leitão, 1931
- Namandia Lehtinen, 1967
- Nanocambridgea Forster & Wilton, 1973
- Neororea Forster & Wilton, 1973
- Notomatachia Forster, 1970
- Nuisiana Forster & Wilton, 1973
- Oparara Forster & Wilton, 1973
- Panoa Forster, 1970
- Paramamoea Forster & Wilton, 1973
- Paramatachia Dalmas, 1918
- Penaoola Davies, 1998
- Phryganoporus Simon, 1908
- Pitonga Davies, 1984
- Poaka Forster & Wilton, 1973
- Porteria Simon, 1904
- Quemusia Davies, 1998
- Rangitata Forster & Wilton, 1973
- Rapua Forster, 1970
- Reinga Forster & Wilton, 1973
- Rorea Forster & Wilton, 1973
- Syrorisa Simon, 1908
- Tanganoides Davies, 2005
- Taurongia Hogg, 1901
- Tuakana Forster, 1970
- Waterea Forster & Wilton, 1973

### Superfamília Dictynoidea
Els dèsids havien format part dels dictinoïdeus (Dictynoidea), una superfamília formada per sis famílies entre les quals cal destacar pel seu nombre d'espècies els dictínids (562) i els anifènids (508). Les aranyes foren classificades en famílies que van ser agrupades en superfamílies. Quan es van aplicar anàlisis més rigorosos, com la cladística, es va fer evident que la major part de les principals agrupacions utilitzades durant el segle XX no eren compatibles amb les noves dades. Actualment, els llistats d'aranyes, com ara el World Spider Catalog, ja ignoren la classificació per sobre del nivell familiar.